# 繆勒羊舌鮃
繆勒羊舌鮃為輻鰭魚綱鰈形目鰈亞目鮃科的其中一種，為溫帶海水魚，分布於東印度洋澳大利亞南部及塔斯馬尼亞島海域，棲息深度5-200公尺，體長可達21公分，棲息在大陸棚，生活習性不明。

## 扩展阅读
維基物種上的相關：繆勒羊舌鮃